# Kui Yuanyuan
Dans ce nom chinois, le nom de famille, Kui, précède le nom personnel.
Kui Yuanyuan, née le 23 juin 1981, est une gymnaste artistique chinoise.

## Palmarès

### Championnats du monde
- San Juan 1996
  -  médaille d'or au sol
- Lausanne 1997
  -  médaille de bronze au concours par équipes
  -  médaille de bronze à la poutre